# أرييل كابلان
أرييل كابلان (بالإنجليزية: Ariel Kaplan) هي مغنية وممثلة أسترالية، ولدت في 4 أبريل 1994 في جوهانسبرغ في جنوب أفريقيا.

## وصلات خارجية
- أرييل كابلان على موقع IMDb (الإنجليزية)